# Fikre-Mariam Ghemetchu
Fikre-Mariam Ghemetchu CM (* 21. November 1926 in Conchi, Kaiserreich Abessinien; † 8. März 1995) war ein äthiopischer römisch-katholischer Ordensgeistlicher und Apostolischer Vikar von Nekemte.

## Leben
Fikre-Mariam Ghemetchu trat der Ordensgemeinschaft der Lazaristen bei und legte am 11. November 1952 die Profess ab. Am 15. September 1957 empfing er das Sakrament der Priesterweihe.
Am 28. Oktober 1985 ernannte ihn Papst Johannes Paul II. zum Titularbischof von Fussala und zum Apostolischen Vikar von Nekemte. Der Erzbischof von Addis Abeba, Paul Kardinal Tzadua, spendete ihm am 16. Februar 1986 in Addis Abeba die Bischofsweihe; Mitkonsekratoren waren der Bischof von Asmara, Zekarias Yohannes, und der emeritierte Bischof von Asmara, François Abraha.
Papst Johannes Paul II. nahm am 18. Januar 1994 das von Fikre-Mariam Ghemetchu vorgebrachte Rücktrittsgesuch an.